# گمشاد (هیرمند)
گمشاد، روستایی در دهستان قرقری بخش قرقری شهرستان هیرمند در استان سیستان و بلوچستان ایران است.
این روستا شمالی ترین نقطه استان سیستان و بلوچستان از لحاظ مختصات جغرافیایی و مسکونی بودن است.

## جمعیت
بر پایه سرشماری عمومی نفوس و مسکن در سال ۱۳۹۵، جمعیت این روستا برابر با ۴۵۱ نفر (۱۲۴ خانوار) بوده‌است.